# 肯特 (康乃狄克州)
肯特（英語：Kent）是一個位於美國康乃狄克州利奇菲爾德縣的城鎮。

## 地理
肯特的座標為41°43′54″N 73°27′09″W / 41.73167°N 73.45250°W，而該地的平均海拔高度為142米（即466英尺）。

## 人口
根據2010年美國人口普查的數據，肯特的面積為128.50平方千米，當中陸地面積為125.50平方千米，而水域面積為2.90平方千米。當地共有人口2,858人，而人口密度為每平方千米22人。